# Тосафот
Тосафот (ивр. תוֹסָפוֹת‎, «дополнения») — комментарии к Талмуду, составленные группой раввинов и комментаторов Талмуда, живших в XII—XIII веках в Германии, Франции, Англии и Италии.
Тосафот, вместе с комментарием Раши включается во все печатные издания Талмуда.
Сами раввины известны по названию комментария к Талмуду как тосафисты.
Благодаря труду Раши Талмуд стал более доступен для учащихся, его изучение стало более массовым, иешивы в нескольких регионах Европы переживали расцвет. Особенностью способа обучения той эпохи была свобода дискуссии вокруг первоисточников, возможность для учеников оспаривать мнение своего учителя. Такая учебная атмосфера и обычай записывать возникшие дискуссии способствовали появлению большого количества работ. Ученики переходили из иешивы в иешиву, распространяя составленные ими конспекты.
Первые тосафисты были учениками Раши и ставили своей целью лишь уточнения к труду своего учителя, однако со временем работы их и их учеников переросли из пояснений комментариев Раши в непосредственное дополнение к Талмуду.
Тосафот являются продуктом коллективного творчества, поскольку их авторы не относились к ним как к законченным произведениям, и нередко новое поколение учеников сокращало и изменяло писания своих учителей. Тосафот не представляют собой систематический комментарий к Талмуду, а чаще всего состоят из аналитических пояснений проблематичных для понимания мест в тех случаях, когда или неясность не была пояснена предыдущими исследователями, или пояснение было признано тосафистами проблематичным само по себе.
После массовых гонений на евреев традиционные академические центры тосафистов во второй половине XIII в. пришли в упадок.
Среди тосафистов пользовались известностью Рабейну Там (Яаков бен Меир, внук Раши), Иехуда бен Ицхак Сир Леон, Ицхак бен Шмуэль из Дампьера, Иехиэль из Парижа и многие другие.